# Barrancoueu
Barrancoueu é uma comuna francesa na região administrativa de Occitânia, no departamento dos Altos Pirenéus. Estende-se por uma área de 3,8 km², Em 2010 a comuna tinha 33 habitantes (densidade: 8,7 hab./km²)..